# شيلا مجيد
شيلا مجيد (بالملايوية: Sheila Majid)‏ هي مغنية ماليزية، ولدت في 3 يناير 1965 في كوالالمبور في ماليزيا.

## وصلات خارجية
- شيلا مجيد على موقع ميوزك برينز (الإنجليزية)
- شيلا مجيد على موقع ديسكوغز (الإنجليزية)

لم يتم العثور على روابط لمواقع التواصل الاجتماعي.